# باتريك أوسبورن
باتريك أوسبورن (بالإنجليزية: Patrick Osborne)‏ هو رسام رسوم متحركة وكاتب سيناريو أمريكي، ولد في القرن العشرين.

## وصلات خارجية
- باتريك أوسبورن على موقع IMDb (الإنجليزية)
- باتريك أوسبورن على موقع أول موفي (الإنجليزية)
- باتريك أوسبورن على موقع قاعدة بيانات الفيلم (الإنجليزية)